# مخضرم
المُخَضْرَم أو المُخَضْرِم مَنْ قضى نصفَ عُمرِهِ في الجاهلية، ونِصفَهَ في الإسلام، أو مَن أدْرَكَهُما. وامتد هذا اللقب في الأدب ليَشمَل مَنْ عاش في عصرين أدبيين من الشعراء.
والمخضرمون في علم الحديث طبقة مستقلة بين الصحابة والتابعين، وقيل: بل هم من كبار التابعين، وأوصلهم بعض العلماء إلى نحو أربعين شخصًا.
ومن المخضرمين:
- الأحنف بن قيس.
- الأسود بن يزيد.
- المستظل بن الحصين البارقي.
- سعد بن إياس.
- عبد الله بن عكيم.
- عمرو بن ميمون.
- أبو مسلم الخولاني.
- النجاشي ملك الحبشة.
- سلامة بن قيصر.
- الشاعر تميم بن مقبل.
- الشاعر حسان بن ثابت.
- الشاعر لبيد بن ربيعة.

## لغةً
قال ابْنُ منظور: «وَنَاقَةٌ مُخَضْرَمَةٌ: قُطعَ طرَف أُذنها. والخَضْرَمةُ: قَطْعُ إِحدى الأُذنين، وَهِيَ سِمَةُ الْجَاهِلِيَّةِ. وخَضْرَمَ الأُذن: قَطَعَ مِنْ طَرَفِهَا شَيْئًا وَتَرَكَهُ يَنُوسُ، ... وَكَانَ أَهل الْجَاهِلِيَّةِ يُخَضْرِمونَ نَعَمَهُمْ، فَلَمَّا جَاءَ الإِسلامُ أَمرهم النبي، صلى الله عليه وَسَلَّمَ، أَن يُخَضرِموا مِنْ غَيْرِ الْمَوْضِعِ الَّذِي يُخَضْرِمُ مِنْهُ أَهل الْجَاهِلِيَّةِ، ...، وَمِنْهُ قِيلَ لِكُلٍّ مَنْ أَدْرَكَ الجاهلية والإِسلام: مُخَضْرَمٌ؛ لأَنه أَدرك الخَضْرَمَتَيْنِ...، فَكَانَتْ خَضْرَمَةُ أَهل الإِسلام بَائِنَةً مِنْ خَضْرَمَةِ أَهل الْجَاهِلِيَّةِ. وَقَدْ جَاءَ فِي حَدِيثٍ:أَن قَوْمًا مِنْ بَنِي تَمِيمٍ بُيِّتُوا لَيْلًا وسِيقَ نَعَمُهُمْ، فَادَّعَوْا أَنهم خَضْرَمُوا خَضْرَمَةَ الإِسلام وأَنهم مُسْلِمُونَ، فَرَدُّوا أَموالهم عَلَيْهِمْ، فَقِيلَ لِهَذَا الْمَعْنَى لِكُلِّ مَنْ أَدرك الْجَاهِلِيَّةَ والإِسلام: مُخَضْرَمٌ، لأَنه أَدرك الخَضْرَمتَينِ: خضْرمة الْجَاهِلِيَّةِ، وخَضْرمة الإِسلام... وَرَجُلٌ مُخَضْرَمٌ إِذا كَانَ نصفُ عُمْرِهِ فِي الْجَاهِلِيَّةِ وَنِصْفُهُ فِي الإِسلام. وَشَاعِرٌ مُخَضْرَمٌ: أَدرك الْجَاهِلِيَّةَ والإِسلام مِثْلَ لَبيدٍ وَغَيْرِهِ مِمَّنْ أَدركهما؛ قَالَ الشَّاعِرُ: إِلى ابنِ حَصانٍ، لَمْ تُخَضْرَمْ جدودُه، ... كثيرِ الثَّنا والخِيم والفَرْعِ والأَصْلِ. قَالَ ابْنُ بَرِّيٍّ: أَكثر أَهل اللُّغَةِ عَلَى أَنه مُخَضْرِمٌ، بِكَسْرِ الرَّاءِ، لأَن الْجَاهِلِيَّةَ لَمَّا دَخَلُوا فِي الإِسلام خَضْرَمُوا آذَانَ إِبلهم لِيَكُونَ عَلَامَةً لإِسلامهم إِن أُغِيرَ عَلَيْهَا أَو حُورِبوا. وَيُقَالُ لِمَنْ أَدْرَكَ الْجَاهِلِيَّةَ والإِسلام: مُخَضْرِمٌ، وأَما مَنْ قَالَ مُخَضْرَمٌ، بِفَتْحِ الرَّاءِ، فَتَأْوِيلُهُ عِنْدَهُ أَنه قُطِعَ عَنِ الْكُفْرِ إِلى الإِسلام».